# Eskapisme
Eskapisme (af fr. échapper; rømme, flygte) betegner en flugt fra virkeligheden i form af fx dagdrømme. Eskapisme er et forsøg på at glemme eller at undgå dagligdagens problemer eller ubehagelige følelser som fx kedsomhed, ubehag eller angst.
Udtrykket bruges ofte i nedsættende betydning og ofte ud fra udsagnsgiverens personlige holdning om, hvad der er og ikke er eskapistisk.
Eskapisme er en karakteristik, som bruges om flere typer litteratur og film, samt computerspil. Eksempler er: triviallitteratur, science fiction, helteskildringer (gerne historiske), westerns, krigslitteratur af fiktiv art, – kort sagt alt litteratur, som giver mulighed for at drømme sig væk eller ind i andres liv og roller, hvor hverdagen er anderledes og måske bedre end den her og nu.
Ikke alle litterater stiller sig lige negativt over for eskapisme. J.R.R. Tolkien hævdede i essayet "On Fairy-Stories", at formen kunne udvide læserens horisont, og C.S. Lewis – ophavsmand til Space-trilogien og Narnia, påpegede spøgefuldt, at modsætningen til eskapisten var fangevogteren. Science fiction-tilhængere påpeger også, at nævnte genre har bidraget stærkt til at man i dag har rumforskningsprogrammer.
 Der er for få eller ingen kildehenvisninger i denne artikel, hvilket er et problem. Du kan hjælpe ved at angive troværdige kilder til de påstande, som fremføres i artiklen.